# Het schaap Veronica

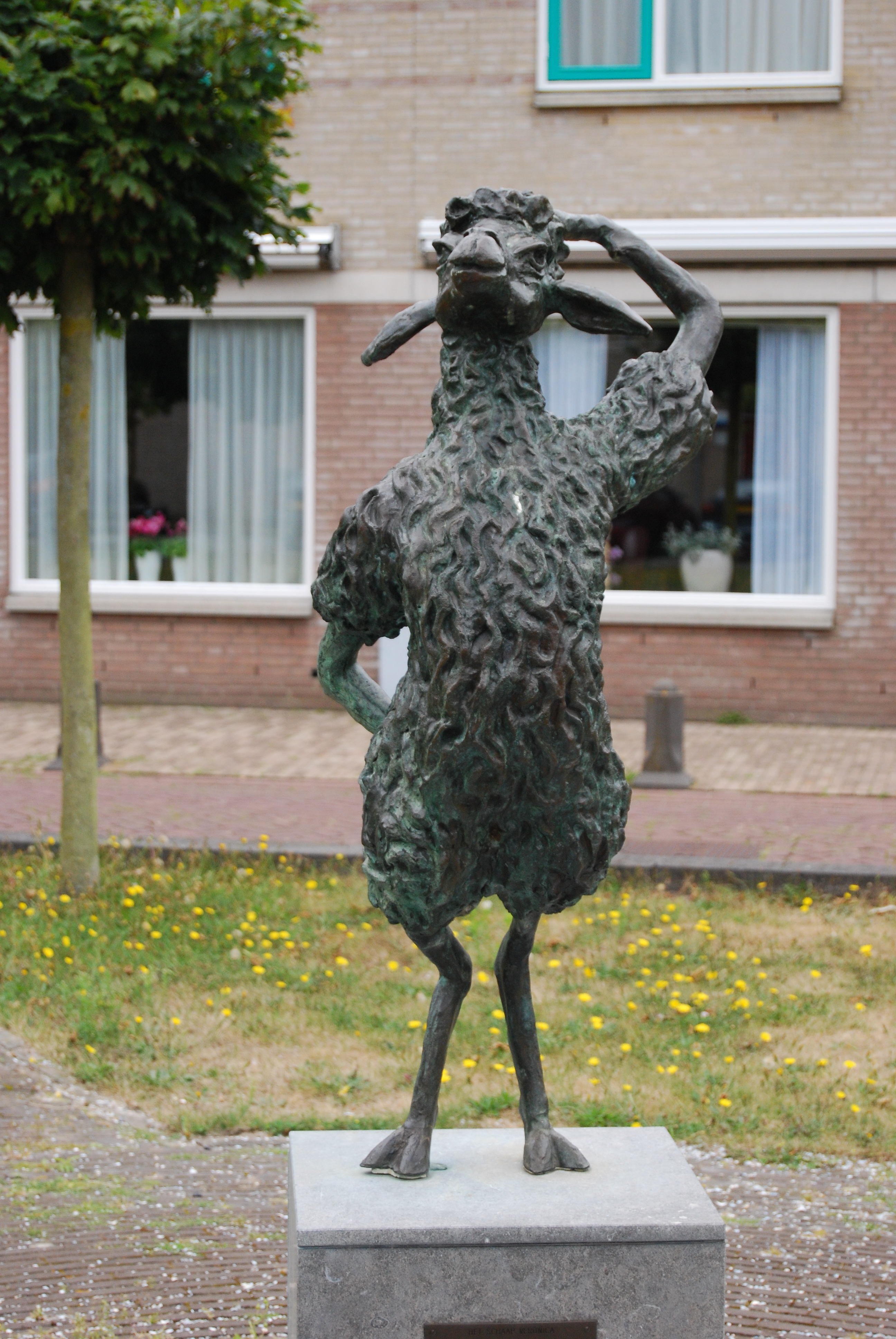
Het Schaap Veronica door Frank Rosen. Beeld in Egmond aan den Hoef (Hanswijk) ter ere van Wim Bijmoer, illustrator van Schmidts gedichten over 'het schaap Veronica'. Bijmoer woonde vanaf 1954 in Egmond aan den Hoef.

Het schaap Veronica is een fictief, sprekend schaap, waarover Annie M.G. Schmidt in de jaren vijftig een reeks van 76 gedichten schreef. Ze vertellen de vrolijke avonturen van 'juffrouw schaap Veronica', de dames Groen en hun huisvriend, ‘de dominee’.

De gedichten verschenen in de loop van ruim zevenenhalf jaar (14 januari 1950 - 10 augustus 1957) maar hebben een vaste vorm: vijf kwatrijnen met gekruist rijm plus twee gepaard rijmende versregels, in een zevenjambige maat. In de vroege jaren vijftig schreven de gevierde, 'volwassen' dichters J.W.E Werumeus Buning en Adriaan Roland Holst ook elk een Veronica-versje. Vandaag de dag beschouwen sommigen 'een schaap Veronica' zelfs als een eigen versvorm.
Schmidt publiceerde haar versjes, met illustraties van Wim Bijmoer, op de kinderpagina van Het Parool, en bundelde ze in Het schaap Veronica (1951), Kom, zei het schaap Veronica (1953), Het schaap Veronica haar staart (1960) en Het hele schaap Veronica (1960). In 1972 verscheen een nieuwe editie, geïllustreerd door Fiep Westendorp, die vooral de dominee een heel ander, minder sympathiek voorkomen gaf. ‘Vanwege de toespelingen en de uitstraling’ werden de Veronica-verzen (zonder illustraties) opgenomen in Tot hier toe (1986), de verzamelbundel van Schmidts light verse voor volwassenen.
De Veronica-verzen werden in de vroege jaren vijftig ook gespeeld door journalistencabaret De Inktvis (met illustrator Wim Bijmoer als de dominee en Schmidt als het schaap). In 2015 werd een bewerking op de planken gebracht door NTjong, de jeugdafdeling van Het Nationale Toneel.
Enkele jaren voor het eerste Veronica-versje het licht zag, publiceerde Han G. Hoekstra - die eveneens voor Het Parool werkte en deel uitmaakte van De Inktvis - een bundel kinderversjes getiteld Het verloren schaap (1947).